# Rachiopogon rubescens
Rachiopogon rubescens är en tvåvingeart som först beskrevs av White 1914.  Rachiopogon rubescens ingår i släktet Rachiopogon och familjen rovflugor. Inga underarter finns listade i Catalogue of Life.